# Polymera (Polymera) prolixicornis
Polymera (Polymera) prolixicornis is een tweevleugelige uit de familie steltmuggen (Limoniidae). De soort komt voor in het Neotropisch gebied.